# سكوت شتورش
سكوت شتورش (بالإنجليزية: Scott Storch)‏ هو عازف بيانو ومغني ومنتج أسطوانات وملحن أمريكي، ولد في 16 ديسمبر 1973 في هاليفاكس في كندا.

## وصلات خارجية
- الموقع الرسمي
- سكوت شتورش على موقع IMDb (الإنجليزية)
- سكوت شتورش على موقع ميوزك برينز (الإنجليزية)
- سكوت شتورش على موقع أول ميوزيك (الإنجليزية)
- سكوت شتورش على موقع ديسكوغز (الإنجليزية)